# Gösta Grotenfelt

Gösta Grotenfelt

Karl Gustaf (Gösta) Johannes Grotenfelt, född 3 juli 1855 i Jorois, död 5 maj 1922 i Helsingfors, var en finländsk agronom; bror till Nils Grotenfelt.
Grotenfelt blev student 1873 och filosofie kandidat 1877 samt studerade 1877-79 vid Landbohøjskolen i Köpenhamn. År 1887 blev han inspektör för mejeriskolorna och 1891 t.f. direktor för Mustiala lantbruksinstitut.  Han blev filosofie licentiat 1889 på avhandlingen Saprofyta mikroorganismer i komjölk. Han utnämndes 1901 till professor i lantbruksekonomi och jordbrukslära vid Helsingfors universitet (från 1907 blott i det senare ämnet) och 1904 till föreståndare för agrikulturekonomiska försöksanstalten på Ånäs vid Helsingfors. Han invaldes som utländsk ledamot av svenska Lantbruksakademien 1895.